# CV-190
La CV-190 és una carretera que comunica la població de l'Alcora, a l'Alcalatén, amb Cortes de Arenoso, a l'Alt Millars. Té un recorregut d'uns 67 quilòmetres.
Pertany a la Xarxa de Carreteres de la Generalitat Valenciana. El seu nom ve de la CV (que indica que és una carretera valenciana) i el 190, és el número que rep la carretera, segons l'ordre de nomenclatures de les carreteres de la Generalitat Valenciana.
Comença a una rotonda de la carretera CV-160, prop de Sant Joan de Moró. Enfila cap a l'Alcora i sobrepassada la capital de l'Alcalatén, continua cap a l'interior, tot travessant els nuclis urbans de Figueroles, Llucena, Sucaina i Cortes de Arenoso.
Després de Cortes, continua uns quants quilòmetres fins a la frontera amb Aragó, on la via canvia de titularitat i rep el nom d'A-232, pròpia de la Xarxa de carreteres aragoneses.